# 貼圖

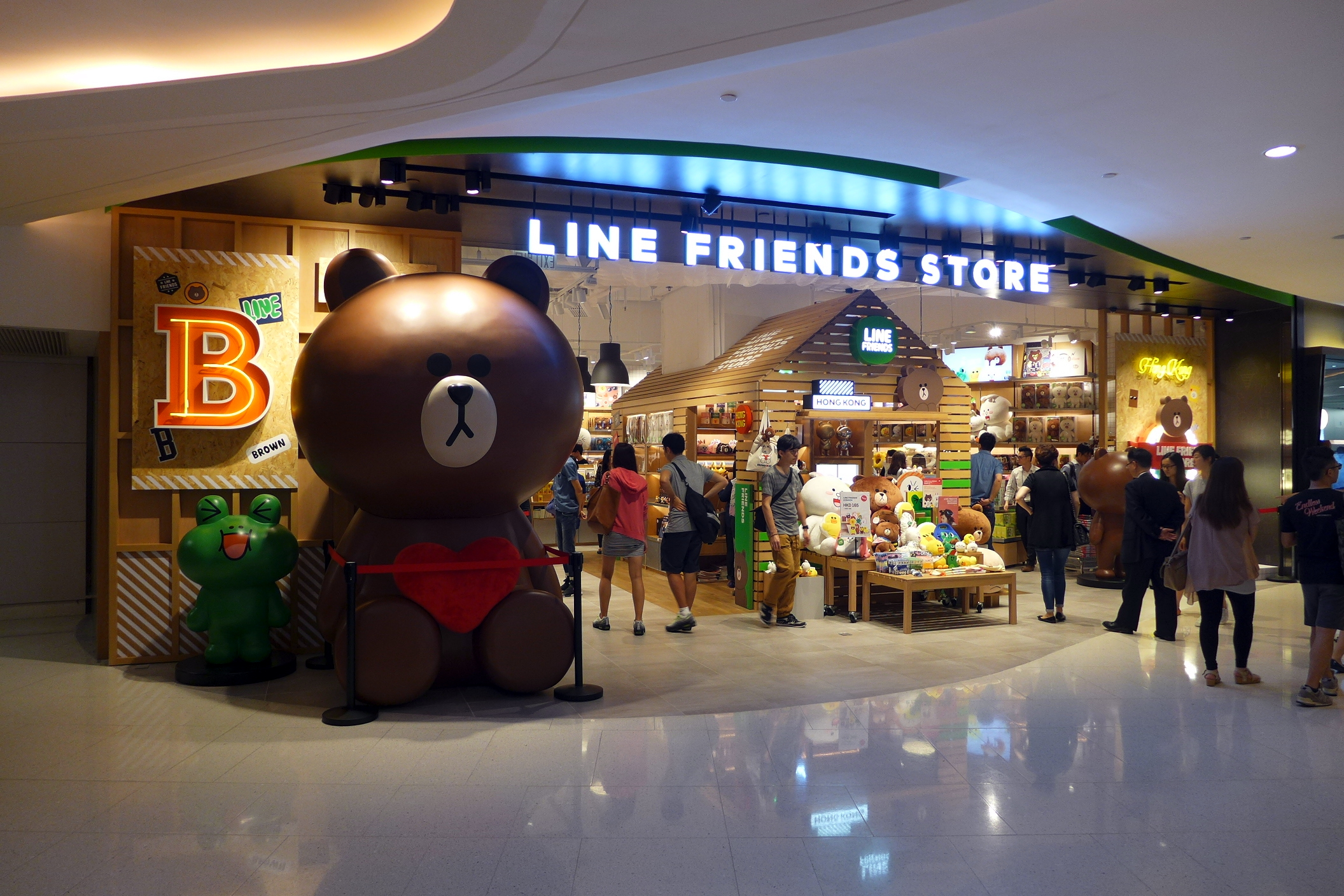
因Line軟體貼圖功能而大紅大紫的卡通明星布朗熊

貼圖（英語：Sticker），是指使用即時通訊軟體聊天時所搭配的內嵌式圖片，一般比較常見為可愛卡通圖片或明星表情圖片。

## 歷史
2011年3月，日本發生了東北地區太平洋近海地震，韓國Naver公司的創辦人李海珍因無法即時聯絡家人，而有了在日本推出LINE軟體的想法，並於當年的6月在日本推出了LINE即時通訊軟體。當時日本的東北地區因地震導致電訊網路阻塞，而LINE的在線語言、聊天機制效果很好，這讓LINE迅速打開了日本的市場。
LINE在2012年大幅增加了市場份額和貼圖的種類，並出現了一些爆紅的貼圖卡通明星角色。

## 競爭
LINE、臉書、iMessage、微信、Viber、Telegram、Google Allo、KakaoTalk、WhatsApp等各種軟體都相繼推出了貼圖功能，但截至目前最為成功的是LINE軟體。

## 盈利
LINE於2013年4月底推出了貼圖商店，用戶可以在裡面付費購買各種心儀的貼圖。據NHN透露，2013年8月份貼圖的銷售為LINE公司帶來了3億日元的營收。